# Gmina Ljusnarsberg
Gmina Ljusnarsberg (szw. Ljusnarsbergs kommun) – gmina w Szwecji, w regionie Örebro, siedzibą jej władz jest Kopparberg.
Pod względem zaludnienia Ljusnarsberg jest 275. gminą w Szwecji. Zamieszkuje ją 5389 osób, z czego 49,77% to kobiety (2682) i 50,23% to mężczyźni (2707). W gminie zameldowanych jest 174 cudzoziemców. Na każdy kilometr kwadratowy przypada 9,31 mieszkańca. Pod względem wielkości gmina zajmuje 161. miejsce.